# Ньон (Швейцария)
Ньон (фр. Nyon) — пригород Женевы, расположен на Швейцарской Ривьере, на северном берегу Женевского озера, во франкоязычном кантоне Во. Здесь расположены штаб-квартиры Ассоциации европейских клубов и Европейского союза футбольных ассоциаций (УЕФА).

## История
Военный лагерь Equestris или Noviodunum был основан в 46 г. до н. э. Юлием Цезарем на месте поселения гельветов. Он вырос в один из самых людных городов римской Гельвеции. В 1996 г. при рытье котлована строители наткнулись на следы древнеримских зданий. Археологические находки и макет древнего города выставлены в т. н. Римском музее.
До 1536 г. Белый замок в Ньоне служил одной из резиденций Савойской династии (её ваадтской ветви). После завоевания Ньона бернскими швейцарцами в 1536 г. здесь водворился местный фогт.

## Достопримечательности
- Белый замок ваадтской ветви Савойской династии, в настоящее время — музей фарфора.
- Музей Женевского озера с аквариумами, моделями кораблей и обширной художественной коллекцией.
- Римский музей.

## Культурные события
- Каждый год в конце июля в городе проводится один из крупнейших музыкальных фестивалей Швейцарии — Палео (фр. Paléo Festival).
- В Ньоне ежегодно (обычно в конце апреля) проходит один из наиболее крупных европейских фестивалей документального кино — Visions du réel[фр.].

## Отражение в культуре
В Ньоне происходит действие комикса «Дело Турнесоля» (1956) — одного из комиксов о приключениях Тинтина бельгийского художника Эрже.